# كوبا بيرو 1998
كوبا بيرو 1998 (بالإسبانية: Copa Perú 1998)‏ هو الموسم 26 من كوبا بيرو ‏. فاز فيه IMI FC ‏.